# Edric Bastyan
Edric Montague Bastyan (Seaforth, 5 aprile 1903 – Adelaide, 6 ottobre 1980) è stato un generale e politico inglese.

## Carriera
Dopo gli studi presso la Royal Military Academy di Woolwich, Bastyan fu commissionato nei Sherwood Foresters il 30 agosto 1923 e promosso a tenente il 30 agosto 1925. Salì al grado di capitano nel West Yorkshire Regiment il 4 aprile 1935 e frequentò lo Staff College a Camberley (1936-1937), fu trasferito al Royal Irish Fusiliers nel 1937 e prese servizio in Palestina (1938-1939). Bastyan fu promosso a maggiore il 30 agosto 1940.
Nel 1942 venne promosso a tenente colonnello e nel luglio 1945 a colonnello. Dopo la guerra Bastyan servì come generale, dopodiché lavorò presso il Ministero della Guerra nel 1952. Fu promosso a generale il 26 gennaio 1948. Si è ritirò dall'esercito nel 1960 e venne nominato governatore dell'Australia Meridionale il 4 aprile 1961.
Fu capo della logistica durante il ponte aereo di Berlino (1946-1948) e Commander of British Forces in Hong Kong (1957-1960).